# Mananara (rivier)
De Mananara is een rivier in Madagaskar die uitmondt in de Indische Oceaan in de buurt van de stad Vangaindrano, gelegen in de regio Atsimo-Atsinanana. Ze wordt gevormd door de samenvloeiing van de Menarahaka, de Itomampy en de Ionaivo. Deze laatste ontstaat bovenaan de berg Tsimahamory, op een hoogte van circa 1500 meter. De Itomampy ontspringt niet ver daarvan op een afstand van ongeveer 40 kilometer van de Indische Oceaan en stroomt richting het noorden waar ze zich voegt bij de Ionaivo. De Menarahaka ontstaat bovenaan het Andringitramassief en komt eerst samen met de Sahambano, later met de Ionaivo.